# تپه ارگ
تپه ارگ مربوط به دوره اشکانیان است و در شهرستان شاهرود، بخش بیارجمند، دهستان خوار توران، ۲۰۰ متری غرب کلاته مطهری واقع شده و این اثر در تاریخ ۳ خرداد ۱۳۸۶ با شمارهٔ ثبت ۱۹۱۷۳ به‌عنوان یکی از آثار ملی ایران به ثبت رسیده است.